# Facundo Boné
Facundo Boné, vollständiger Name Facundo Nicolás Boné Vale, (* 16. November 1995 in Colonia del Sacramento) ist ein uruguayischer Fußballspieler.

## Karriere

### Verein
Der 1,76 Meter große Mittelfeldakteur Boné stieß zur Apertura 2013 aus der Nachwuchsmannschaft von Centro Atlético Fénix zum Erstligakader. In der Spielzeit 2013/14 absolvierte er dort fünf Spiele in der Primera División. Ein Tor erzielte er nicht. In der Saison 2014/15 wurde er in 23 Erstligaspielen (zwei Tore) eingesetzt. Während der Spielzeit 2015/16 kam er in sechs weiteren Erstligaspielen (kein Tor) zum Einsatz. Mitte Juli 2016 verpflichtete ihn Nacional Montevideo auf Leihbasis für die in der Tercera División spielende Reservemannschaft (Formativas). In der Ersten Mannschaft kam er in der Saison 2016, in der die "Bolsos" Uruguayischer Meister wurden, nicht zum Einsatz.

### Nationalmannschaft
Boné gehört mindestens seit März 2014 der uruguayische U-20-Auswahl an. Mit der von Fabián Coito trainierten Celeste bestritt er am 15. April 2014 das Länderspiel gegen Chile als Mitglied der Startelf. Am 17. April 2014 gegen denselben Gegner wurde er in der 70. Spielminute für Kevin Méndez eingewechselt. Beim 1:0-Heimsieg gegen Paraguay am 20. Mai 2014 spielte er ebenfalls von Anbeginn und erzielte den Siegtreffer. Auch bei der 0:1-Heimniederlage am 22. Mai 2014 gegen Paraguays U-20 ersetzte er in der 59. Spielminute abermals Kevin Méndez. Des Weiteren kam er am 24. September 2014 beim 1:0-Sieg über Peru und beim Vier-Nationen-Turnier in Chile am 8. Oktober 2014 beim 2:1-Sieg gegen Mexiko zum Einsatz.
Er gehörte dem uruguayischen Aufgebot bei der U-20-Südamerikameisterschaft 2015 in Uruguay an.